# The Temple of Dusk
The Temple of Dusk è un film muto del 1918 diretto da James Young e interpretato da Sessue Hayakawa, la prima grande star orientale di Hollywood, fondatore anche della Haworth, la compagnia produttrice del film. Altri interpreti furono Jane Novak, Louis Willoughby, Mary Jane Irving, Sylvia Breamer, Henry A. Barrows.

## Trama

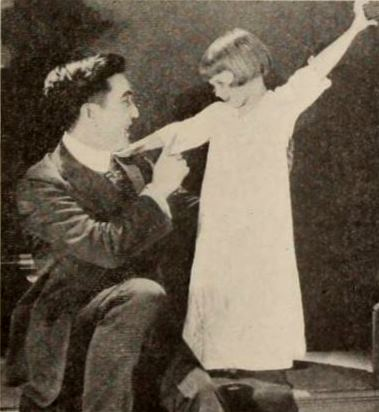
Sessue Hayakawa e la piccola Mary Jane Irving

Appartenente a un'antica famiglia di samurai, il poeta Akira ama Ruth Vale, una ragazza americana figlia di missionari che è stata affidata alle cure del padre di Akira quando i genitori di Ruth sono morti. Lei sembra ricambiare il suo amore ma, quando conosce Edward Markham, si sposa con lui. L'uomo, però, si dimostrerà un marito infedele e quando, alcuni anni dopo, Ruth si ammala gravemente, Edward la trascura a causa di Adrienne, la sua amante. Akira, fedele al sentimento che prova per Ruth, consola la povera donna che giace sul letto di morte, promettendole di proteggere Blossom, la bambina nata da quell'infelice matrimonio.

Dopo la morte di Ruth, Edward sposa l'amante e, insieme a Blossom, affidata ad Akira, lascia il Giappone alla volta degli Stati Uniti. Ritornata in America, Adrienne tradisce il marito riprendendo la relazione con un vecchio amante, Pembroke Wilson. Una sera, Edward, scoprendo la tresca tra i due, uccide il rivale. Akira, per salvare Blossom dall'umiliazione di avere un padre assassino, si accolla la colpa dell'omicidio. In carcere, preso da un presentimento, Akira fugge per raggiungere la bambina ma una guardia gli spara, ferendolo gravemente. L'uomo riesce comunque ad arrivare da Blossom: mentre gioca con lei, le forze lo abbandonano e Akira muore accanto alla figlia della donna amata.

## Produzione
Il film fu prodotto dalla Haworth Pictures Corporation. Secondo alcune note dell'epoca, si accredita come regista anche William Worthington, che diresse diversi film prodotti dalla casa di produzione di Sessue Hayakawa: pare che Worthington e James Young si fossero messi d'accordo nell'alternarsi nella regia del film.

## Distribuzione
Il copyright del film, richiesto dalla Haworth Pictures Corp., fu registrato il 16 settembre 1918 con il numero LU12866.
Distribuito dalla Mutual, il film uscì nelle sale cinematografiche statunitensi il 18 (o il 20 ottobre) 1918. In Francia, fu distribuito il 13 febbraio 1920 con il titolo Le Temple du crépuscule.
Non si conoscono copie ancora esistenti della pellicola che viene considerata presumibilmente perduta.